# 刘嘉 (梁王)
刘嘉（？—前25年），汉朝宗室，西汉第十一代梁王。其先祖梁孝王刘武是汉文帝刘恒之子，参与平定七国之乱。前40年，其父刘遂死后，刘嘉袭位梁王，在位十五年。前25年，刘嘉去世，谥号荒，他的儿子刘立嗣位。

## 兒子
- 梁王刘立
- 曲鄉頃侯劉鳳（－3年）

## 墓葬
汉梁王墓群中国西汉梁国王室陵墓，位于河南省永城市芒山镇芒碭山系。共安葬梁孝王刘武、梁共王刘买、梁平王刘襄、梁顷王刘毋伤、梁敬王刘定国、梁夷王刘遂、梁荒王刘嘉等梁王。